# Conferência Mundial da Tradição dos Orixás e Cultura
A Conferência Mundial da Tradição dos Orixás e Cultura é feita no sentido de haver um intercâmbio mundial na discussão da história afro-americana.
- I Conferência Mundial da Tradição dos Orixás e Cultura foi realizada no ano de 1981 na cidade de Ilê-Ifé, na Nigéria.[1][2]

"Eu digo para nunca esquecerem o lugar de suas origens. Se nós participamos na religião de outros, se nós aprendemos a cultura dos outros, não devemos esquecer a nossa. Portanto, nós não devemos usar nossas mãos para relegar nossa própria cultura a posições inferiores. Toda pessoa deve aprender a colocar-se a si mesma num pedestal. Isto porque a galinha é que se abaixa quando está entrando em casa. Meus filhos, todos os tesouros dos iorubás estão em Ilê-Ifé. Ifé é o lar e a origem de todos nós... Ilê-Ifé é a terra sagrada do povo negro e de todos os devotos da religião dos Orixás espalhados pelo mundo. Foi aqui em Ifé que Odudua criou a Terra sobre a qual todos nós hoje estamos em pé e no seio da qual nós desapareceremos quando mudarmos nossa presente posição mortal! Odudua que desceu para a terra numa corrente, e que foi o primeiro Olofim, não deixará secar nunca a fonte de vossa sabedoria. Eeu saúdo a vossa coragem. Eu saúdo vossa paciência. Eu estou muito feliz por ver que vocês não esqueceram o seu lar ancestral." (Oba Okunade Sijuwade, Olubuse II, Rei de Ifé.)
- II Conferência Mundial da Tradição dos Orixás e Cultura foi realizada no ano de 1983, na cidade de Salvador, Bahia.[3]

"Peter Fry, Em texto a respeito da II Conferência Mundial da Tradição dos Orixás e Cultura, ocorrida em Salvador, em 1983, o autor[29] comenta documento, assinado pela Ialorixá Mãe Stella de Oxóssi, do Ilê Axé Opô Afonjá, uma das mais importantes mães-de-santo baianas que lideraram movimento contra o sincretismo, segundo o qual, se o catolicismo foi útil aos escravos, hoje os praticantes da religião dos orixás, que têm liturgia e doutrina próprias, não necessitam mais desse disfarce. Para Peter Fry (1984, p. 40), a polêmica demonstra que “o conceito de ‘pureza’ e o seu oposto, a ‘mistura’ ou o ‘sincretismo’ são sempre construções essencialmente sociais e tendem a aparecer em ocasião de disputa de poder e hegemonia”. O autor conclui que o sincretismo religioso remete a uma discussão mais ampla sobre o pensamento brasileiro em relação ao negro e à sua cultura." Sergio F. Ferretti
- III Conferência Mundial da Tradição dos Orixás e Cultura foi realizada no ano de 1986, na cidade de Nova Iorque, USA.

José Abade de Oliveira, representante oficial da Casa Branca do Engenho Velho, conta a história de como iniciou o Candomblé em Salvador através da fundação da primeira casa pela comunidade de Nagô chamada Candomblé da Barroquinha ou Ilê Axé Airá Intilê, nome da casa na língua iorubá. Sabe-se que esta comunidade fora fundada por três negras africanas cujos nomes são: Adetá ou Iá Detá, Iá Calá, Iá Nassô e Babá Assicá, Bamboxê Obiticô.
- IV Conferência Mundial da Tradição dos Orixás e Cultura foi realizada no ano de 1987, na cidade de Salvador, Bahia.
- V Conferência Mundial da Tradição dos Orixás e Cultura foi realizada no ano de 1997, na cidade de São Francisco, Califórnia.

Foi chamada de V Orishaworld os debates na conferência foram referentes a herança iorubá disseminada pelos países das Américas. Com a presença de autoridades religiosas e lideranças defensoras do afrocentrismo, pesquisadores, iniciados na Tradição de Ifá de vários países do Caribe e da América do Norte e da América do Sul.

## EntreBrasileÁfrica
Esse intercâmbio de informações já era feito entre Brasil e África desde meados do século XIX pelos africanos e seus descendentes radicados em Salvador, Bahia.
A Ialorixá Iá Nassô, sua filha Marcelina da Silva mais conhecida como Oba Tossi, Madalena filha de Marcelina, após serem libertas, voltaram para a cidade de Queto, na Nigéria e lá viveram durante sete anos, quando voltaram (1830),  vieram acompanhadas do babalaô africano Bamboxê Obiticô (veio como embaixador do rei de Onim (atualmente Lagos), depois fixou residência no Brasil até sua morte, Madalena teve duas filhas em Ketu e veio grávida para o Brasil.